# Биг Беър Лейк
Биг Беър Лейк (на английски: Big Bear Lake) е язовир в западните Съединени американски щати, Калифорния.
Водният обем е 90 000 000 m³. Размерът на езерото е 11 km × 4 km. Максималната дълбочина е 22 m. Намира се на височина 2059 m над морското равнище. На брега на язовира е град със същото име.

## История
Първата язовирна стена е построена между 1883 и 1884 г. Това създава езеро, което по това време е най-голямото изкуствено езеро в света. През 1911 г. е построена по-голяма защитна стена, по-висока от 6 m. От 1988 г., язовира отговаря на изискванията на устойчивост на земетресения.